# Base Nacional Comum Curricular
A Base Nacional Comum Curricular (BNCC) é um documento normativo para as redes de ensino e suas instituições públicas e privadas, referência obrigatória para elaboração dos currículos escolares e propostas pedagógicas para a educação infantil, ensino fundamental e ensino médio no Brasil. A BNCC tem como proposta organizar o que todo estudante da Educação Básica deve saber.

## Antecedentes

### Constituição e LDB
A Constituição brasileira de 1988 propõe, entre outras determinações para a educação do país, a universidade pública, gratuita e laica; a democratização da gestão da educação; a autonomia das universidades; e, no artigo 210, uma "formação básica comum" por meio de "conteúdos mínimos". Este artigo não apresenta a expressão BNCC ou base comum curricular.
 Art. 210. Serão fixados conteúdos mínimos para o ensino fundamental, de maneira a assegurar formação básica comum e respeito aos valores culturais e artísticos, nacionais e regionais.— Constituição brasileira de 1988
Em 1996, há a aprovação da Lei de Diretrizes e Bases da Educação Nacional, a qual também não menciona a BNCC. Nos artigos 9 e 26, a lei refere-se apenas a uma "formação básica comum" e "base nacional comum", respectivamente.

### Plano Nacional de Educação
A Constituição prevê, no artigo 214, a elaboração de um Plano Nacional de Educação. Os membros do II Congresso Nacional de Educação (CONED), em Belo Horizonte, 1997, que teve a participação de diversas entidades sindicais e associações científicas, com o subsídio de seminários locais, estaduais e nacionais, aprovaram um documento chamado "Plano Nacional de Educação - Proposta da Sociedade Brasileira". O documento continha propostas para a organização da educação do país e do Sistema Nacional de Educação; propostas para a gestão democrática e o para financiamento da educação; apresentava diretrizes e metas para a Educação Básica, incluindo a Educação de Jovens e Adultos; metas para a formação de professores nas diversas modalidades e níveis de ensino.
O documento transformou-se em Projeto de Lei em 1998, em 1° de fevereiro. Entretanto, em detrimento a esse documento, em 12 de fevereiro, o Ministério da Educação e do Desporto do governo de Fernando Henrique Cardoso, sob regência do ministro Paulo Renato Souza, encaminhou ao Congresso Nacional um Plano Nacional de Educação, elaborado sem a participação da sociedade. O Plano foi aprovado e sancionado pelo presidente, com nove vetos.
No Governo Lula, a participação da sociedade nas discussões sobre a educação foi mais incentivada. Foram realizadas conferências estaduais e municipais, culminando na realização da Conferência Nacional de Educação (CONAE) 2010, em parceria com sistemas de ensino, órgãos educacionais, congresso e sociedade civil. Com o objetivo de propor um Plano Nacional de Educação e de organizar um Sistema Nacional de Educação, os membros da conferência elaboraram um documento com propostas que contribuíram na formulação do Plano Nacional de Educação 2014-2024.
É no PNE 2014-2024 que a expressão base nacional comum curricular aparece pela primeira vez. Ela aparece na estratégia 2.2 da Meta 2 e na estratégia 3.3 da Meta 3. Além disso, o documento afirma que o Ministério da Educação deverá encaminhar ao Conselho Nacional de Educação, em até 2 anos após o início da vigência do PNE, "proposta de direitos e objetivos de aprendizagem e desenvolvimento".

Meta 2.
- Estratégia 2.1) o Ministério da Educação, em articulação e colaboração com os Estados, o Distrito Federal e os Municípios, deverá, até o final do 2° (segundo) ano de vigência deste PNE, elaborar e encaminhar ao Conselho Nacional de Educação, precedida de consulta pública nacional, proposta de direitos e objetivos de aprendizagem e desenvolvimento para os (as) alunos (as) do ensino fundamental;
- Estratégia 2.2) pactuar entre União, Estados, Distrito Federal e Municípios, no âmbito da instância permanente de que trata o § 5º do art. 7º desta Lei, a implantação dos direitos e objetivos de aprendizagem e desenvolvimento que configurarão a base nacional comum curricular do ensino fundamental;

— Plano Nacional de Educação 2014-2024 (grifos não presentes no texto original)
Nas estratégias 3.2 e 2.1, o texto usa os termos "direitos e objetivos de aprendizagem e desenvolvimento", além de "formação básica comum". Assim, essa ambiguidade na legislação brasileira da educação reflete as tensões e os embates que aconteciam no momento de suas elaborações.

## Elaboração

### Trabalho preliminar

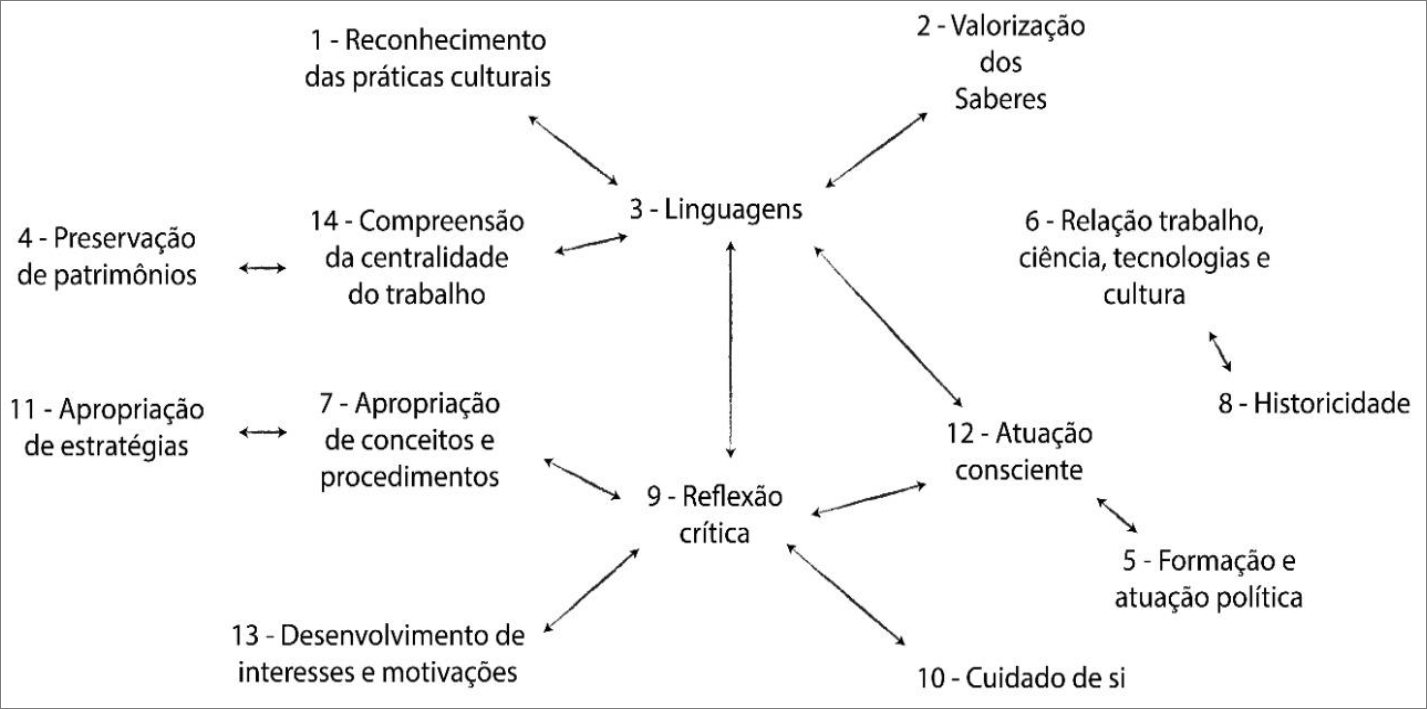
Os quatorze direitos à aprendizagem

Em 2011, um grupo de trabalho no Ministério da Educação (MEC), sob a regência do ministro Fernando Haddad, coordenado pela Diretoria de Currículos e Educação Integral, começou a trabalhar em um documento para orientar a discussão da criação da Base Nacional Comum da Educação Básica. Em 2014, o grupo de trabalho entregou o documento ao Ministério. A secretária de Educação Básica da época, Maria Beatriz Luce, informou sobre o objetivo de traçar uma metodologia participativa de discussão com as comunidades escolares. Uma dos membros da coordenação do grupo de trabalho, Jaqueline Moll, afirma que o objetivo foi uma mediação entre a Lei de Diretrizes e Bases e as Diretrizes Curriculares Nacionais.
O grupo possuia 74 agentes, principalmente de Instituições de Ensino Superior. Intitulado Por uma política curricular para a educação básica: contribuição ao debate da base nacional comum a partir do direito à aprendizagem e ao desenvolvimento, o documento fazia a proposta de 14 direitos à aprendizagem, para serem trabalhados na Educação Básica. Os autores relacionaram os direitos à aprendizagem com cada área do conhecimento. Este documento é frequentemente chamado de "versão zero" da BNCC.

### Primeira versão

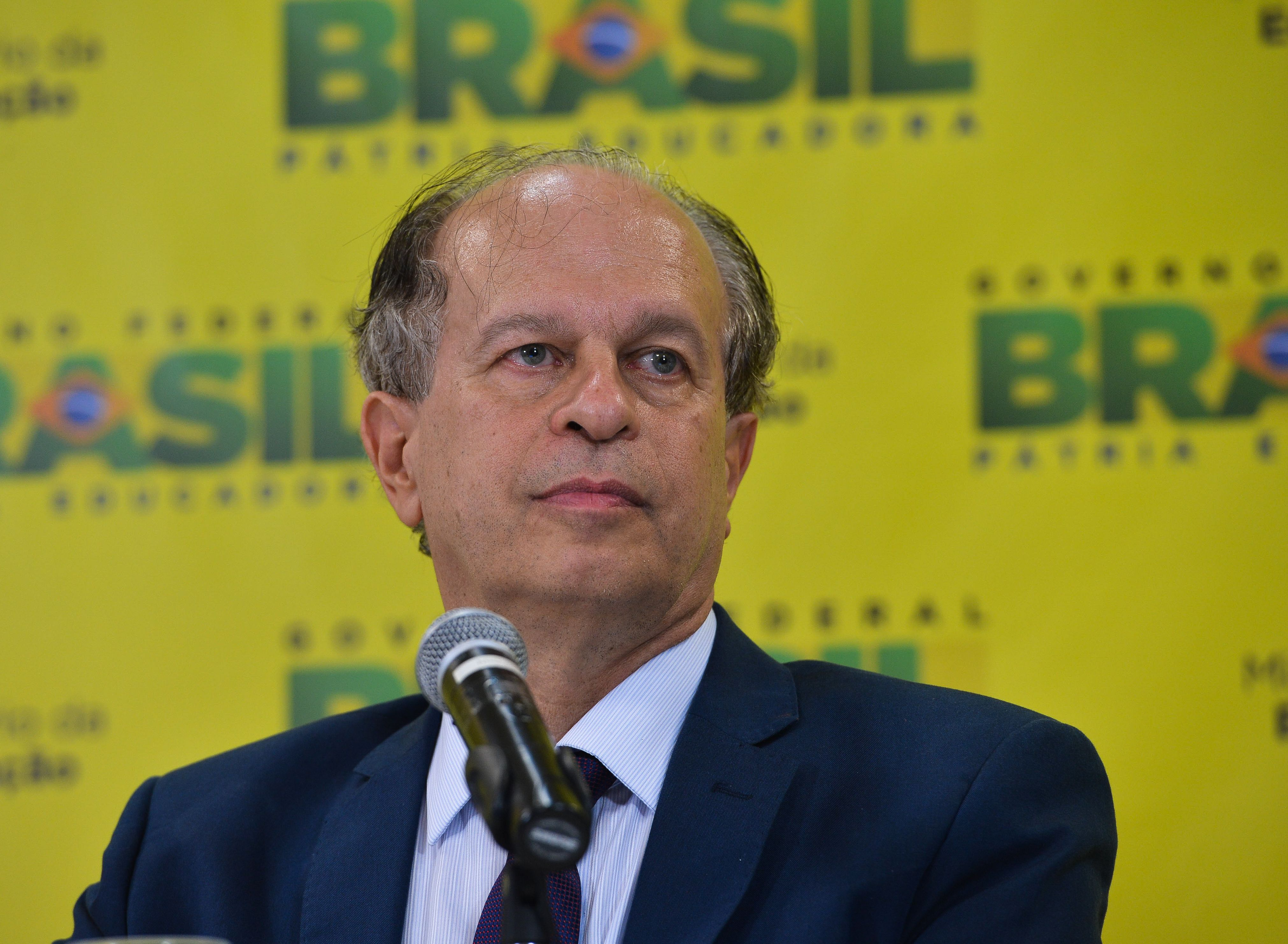
Renato Janine Ribeiro, Ministro da Educação de abril de 2015 a setembro de 2015. Antecedido por Cid Gomes e sucedido por Aloizio Mercadante.

Após a reeleição de Dilma Rousseff, nos primeiros meses de mandato como Ministro da Educação em 2015, Cid Gomes afirma que haverá um diálogo para a instituição da base nacional comum, com a criação de um currículo básico único para Ensino Fundamental e Ensino Médio, no prazo de dois anos. Afirma que, no caso do Ensino Médio, podem haver variações por características regionais, além da possibilidade de os alunos se aprofundarem em áreas de maior afinidade. Assim, a discussão em torno do currículo sofreu uma "guinada avaliacionista", de acordo com Fernando Cássio, ocorrendo uma cisão com as discussões curriculares anteriores.
Após o afastamento de Cid Gomes do cargo e a substituição por Renato Janine Ribeiro, a primeira equipe para elaborar uma proposta para a Base Nacional Comum Curricular é organizada e nomeada em junho de 2015. O prazo estabelecido de 2 anos no PNE para a entrega do documento ao Conselho Nacional de Educação finalizaria em junho de 2016. A equipe era formada por 14 assessores e 116 especialistas de 37 universidades. Em relação ao grupo de trabalho do documento de 2014, há um aumento na quantidade de membros representando Secretarias de Educação.
O documento, a primeira versão da Base Nacional Comum Curricular, foi publicado em setembro de 2015 em uma versão preliminar. Em consulta pública até março de 2016, o documento recebeu mais de "12 milhões de contribuições" de cerca de 300 mil pessoas e instituições, de acordo com dados do MEC. Entretanto, este número de contribuições está extrapolado, pois considerava respostas para cada item na plataforma de consulta como uma contribuição. Assim, uma pessoa que respondesse "concordo plenamente" com todos os 279 objetivos relacionados à Língua Portuguesa contabilizaria 279 contribuições no número divulgado. Ou seja, o número não considerava contribuintes individualmente, nem distinguia entre aqueles que propunham alterações, modificações, sugestões para o texto daqueles que apenas concordavam.
O documento, continha objetivos de aprendizagem a serem cumpridos a cada etapa escolar. Além disso, o documento indicava temas integradores e eixos estruturantes. A disciplina de História não estava presente neste documento, pois a equipe de especialistas não conseguiu resolver os debates a respeito da orientação dos conteúdos em teorias decoloniais.

### Segunda versão
Incorporando as críticas recebidas, a equipe trabalhou de janeiro a março de 2016 para, em abril, publicar a segunda versão do documento da BNCC. A versão inclui mudanças no Ensino Médio, transformando-o em três unidades sem sequência definida. Os temas integradores foram redefinidos, além dos objetivos de aprendizagem e dos componentes curriculares. A versão foi entregue ao Conselho Nacional de Educação em 3 de maio de 2016. O documento foi submetido à discussão por cerca de nove mil educadores em diversos seminários espalhados pelo país, entre junho e agosto.
Renato Janine Ribeiro, o Ministro da Educação responsável pela organização do grupo que elaborou a primeira versão do documento, afirmou, em uma entrevista, que acreditava ter sido um erro não colocar uma pessoa representando o Ministério da Educação em cada uma das comissões da elaboração da BNCC, para garantir que a equipe não estava "se afastando dos princípios básicos que devem reger a Base". Afirmou, em seguida, que a primeira versão do documento tinha sido muito longa, e que a segunda versão teve o dobro do tamanho. Em suas palavras,
| “                       | era preciso ter um tamanho bem mais conciso, porque a Base não pode entrar em detalhes, ela é justamente uma base, um currículo comum ao país. | ” |
| — Renato Janine Ribeiro | |   |

A crítica em relação ao tamanho extenso da BNCC é recorrente em análises de pesquisadores e associações científicas do campo educacional.

### Terceira versão

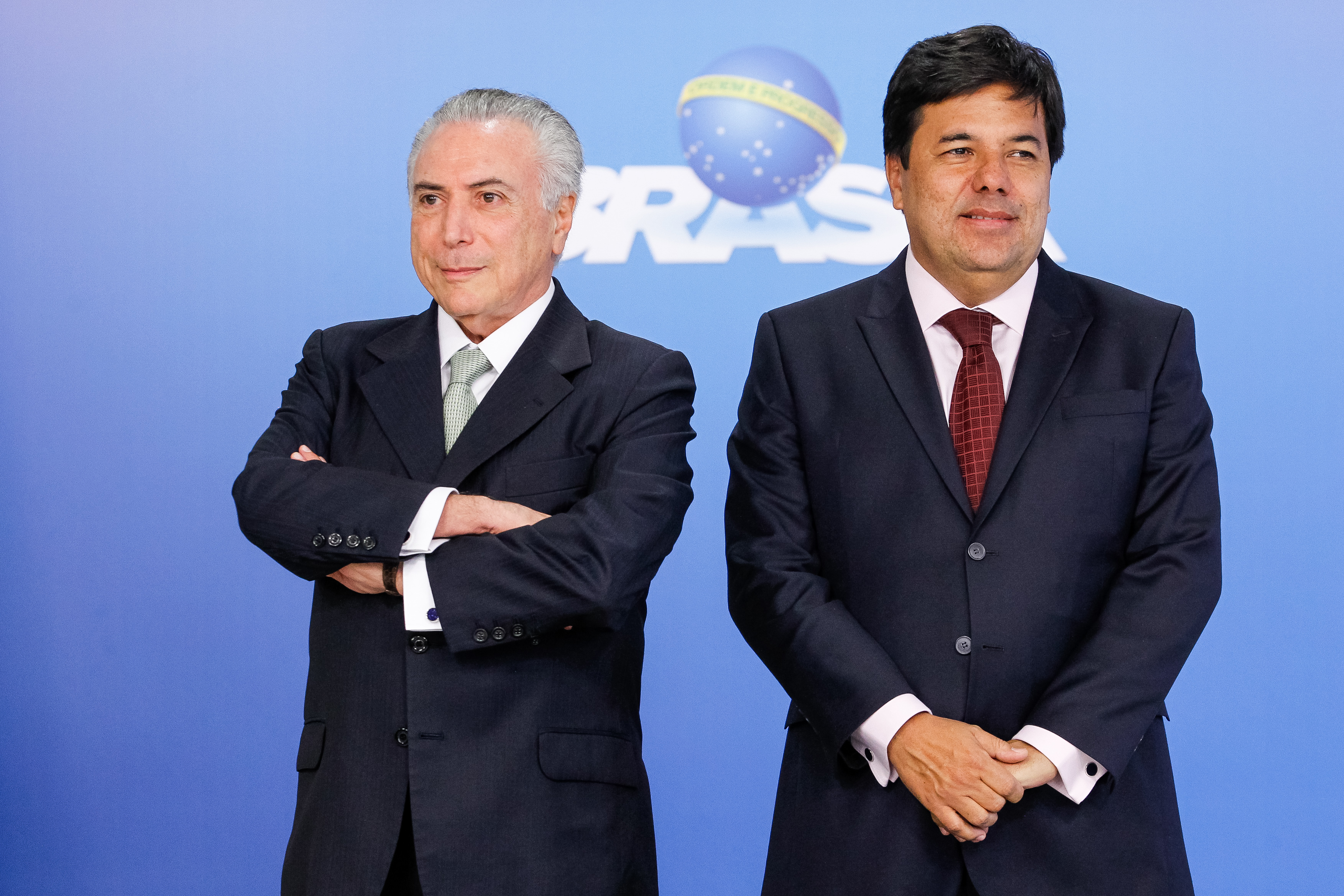
Presidente Michel Temer com seu ministro da Educação, Mendonça Filho. Mendonça foi sucedido no cargo por Rossieli Soares em 10 de abril de 2018.

Após o impeachment de Dilma Rousseff, com Michel Temer assumindo o cargo, o MEC encaminha uma Medida Provisória para reformar o Ensino Médio, em setembro de 2016, que é promulgada em fevereiro de 2017. Este momento, entre a segunda e a terceira versão do documento, foi marcado por mudanças profundas na conjuntura política do país.
O novo governo realiza uma reelaboração da proposta. O Comitê Gestor instituído para elaborar a terceira versão da BNCC também ficou imbuído de trabalhar na proposta da Reforma do Ensino Médio. A portaria que o estabeleceu estabelece três itens, entre outros, relacionados à BNCC e à reforma do Ensino Médio:
1. Define como responsabilidade do comitê a definição do "conjunto de conhecimentos e habilidades" para cada ano escolar;
2. Afirma que a BNCC é uma orientação para que as redes de ensino desenvolvam seus próprios currículos;
3. Estabelece que a reforma do Ensino Médio deve diversificar a sua oferta e possibilitar diferentes percursos acadêmicos e profissionalizantes.

O Comitê Gestor recebeu do Conselho Nacional de Secretários de Educação as contribuições dos seminários estaduais. Entretanto, assumiu a sistematização da terceira versão, ao invés de encaminhar as sugestões para os especialistas que trabalharam na versão anterior. A Fundação Vanzolini, uma fundação privada, diferentemente das versões anteriores, é contratada para a gestão de processos da consolidação da versão final do documento.
A terceira versão, entregue ao Conselho Nacional de Educação em 6 de abril de 2017, continha apenas a Educação Infantil e o Ensino Fundamental, excluindo o Ensino Médio e outras modalidades de ensino. O MEC anunciou que a BNCC referente ao Ensino Médio seria entregue posteriormente, até o final de 2017. Em relação ao conteúdo, foram excluídas as referências a gênero, orientação sexual e ensino religioso. Além de não abarcar o Ensino Médio, o público não pôde discutir abertamente como antes, sendo apenas possível a opinião por plataforma na internet.
O documento é aprovado pelo CNE e homologado pelo ministro José Mendonça Filho em dezembro de 2017.
A Reforma do Ensino Médio recebeu duras críticas, como da Associação Nacional de Pós-Graduação e Pesquisa em Educação (ANPEd), por construir a Medida Provisória "unilateralmente e sem diálogo com a sociedade".
Contudo, a última versão da BNCC, incluindo o Ensino Médio, foi entregue ao CNE em abril de 2018. Em 14 de dezembro, o ministro da Educação Rossieli Soares homologa o documento.

## Conteúdo

### Temas Contemporâneos Transversais
O Conselho Nacional de Educação (CNE) abordou amplamente sobre a transversalidade no Parecer Nº 7, de 7 de abril de 2010: "A transversalidade orienta para a necessidade de se instituir, na prática educativa, uma analogia entre aprender conhecimentos teoricamente sistematizados (aprender sobre a realidade) e as questões da vida real (aprender na realidade e da realidade). Dentro de uma compreensão interdisciplinar do conhecimento, a transversalidade tem significado, sendo uma proposta didática que possibilita o tratamento dos conhecimentos escolares de forma integrada. Assim, nessa abordagem, a gestão do conhecimento parte do pressuposto de que os sujeitos são agentes da arte de problematizar e interrogar, e buscam procedimentos interdisciplinares capazes de acender a chama do diálogo entre diferentes sujeitos, ciências, saberes e temas".
Ainda em 2010, a Câmara de Educação Básica do CNE aprovou a Resolução Nº 7, de 14 de dezembro, que definiu as Diretrizes Curriculares Nacionais para o Ensino Fundamental de Nove Anos e orientações sobre a abordagem dos temas nos currículos: "Art. 16: Os componentes curriculares e as áreas de conhecimento devem articular em seus conteúdos, a partir das possibilidades abertas pelos seus referenciais, a abordagem de temas abrangentes e contemporâneos que afetam a vida humana em escala global, regional e local, bem como na esfera individual [...] que devem permear o desenvolvimento dos conteúdos da base nacional comum e da parte diversificada do currículo".
Na versão final da BNCC esses temas passaram a ser denominados Temas Contemporâneos: "Por fim, cabe aos sistemas e redes de ensino. Assim como as escolas, em suas respectivas esferas de autonomia e competência, incorporar aos currículos e às propostas pedagógicas a abordagem de temas contemporâneos (grifo nosso) que afetam a vida humana em escala local, regional e global, preferencialmente de forma transversal e integradora (p. 19)".
| Documento oficial    | Parâmetros Curriculares Nacionais (PCNs) | Diretrizes Curriculares Nacionais (DCNs) | Base Nacional Comum Curricular (BNCC) |
| -------------------- | --- | --- | --- |
| Ano de publicação    | 1997 | 2013 | 2017/2018 |
| Denominação          | Temas Transversais | Eixos Temáticos / Norteadores | Temas Contemporâneos (Transversais e Integradores) |
| Quantos são?         | 6 (seis) | Indeterminado (organizados em temas gerais) | 15 (quinze) |
| Caráter normativo    | Recomendações para a Educação Básica. Assuntos que deveriam atravessar as mais diversas disciplinas. | Recomendação de que eixos temáticos propiciem o trabalho em equipe, além de contribuir para a superação do isolamento das pessoas e de conteúdos fixos. Os professores com os estudantes têm liberdade de escolher temas, assuntos que desejam estudar, contextualizando-os em interface com outros. | Determinação como referência nacional obrigatória para a elaboração ou adequação dos currículos e propostas pedagógicas. Considerados como conteúdos a serem integrados aos currículos da Educação Básica, a partir das habilidades a serem desenvolvidas pelos componentes curriculares. Ademais, a BNCC recomenda incorporar aos currículos e às propostas pedagógicas a abordagem de temas contemporâneos que afetam a vida humana em escala local, regional e global, preferencialmente de forma transversal e integradora. |
| E a base legal?      | Não havia o vínculo obrigatório com uma legislação ou norma específica. | Parecer CNE/CEB nº 14/2000: Estabelece a interação entre a base nacional comum à parte diversificada, indissociavelmente e de forma transversal. | Todos são regidos por normas específicas. |
| Por que transversal? | Tanto nos PCNs, quanto nas DCNs e na BNCC, os temas devem ser incluídos no currículo como conteúdos a serem ministrados pelas diversas áreas de conhecimento, de forma transversal. | Tanto nos PCNs, quanto nas DCNs e na BNCC, os temas devem ser incluídos no currículo como conteúdos a serem ministrados pelas diversas áreas de conhecimento, de forma transversal. | Tanto nos PCNs, quanto nas DCNs e na BNCC, os temas devem ser incluídos no currículo como conteúdos a serem ministrados pelas diversas áreas de conhecimento, de forma transversal. |
| Por que mudar?       | Em todos os documentos, as modificações representam importantes conquistas para a educação nacional e, principalmente, para os Temas Contemporâneos e à Transversalização dos conteúdos, que na BNCC receberam, no currículo escolar, o espaço e o status compatíveis com a sua relevância. | Em todos os documentos, as modificações representam importantes conquistas para a educação nacional e, principalmente, para os Temas Contemporâneos e à Transversalização dos conteúdos, que na BNCC receberam, no currículo escolar, o espaço e o status compatíveis com a sua relevância.          | Em todos os documentos, as modificações representam importantes conquistas para a educação nacional e, principalmente, para os Temas Contemporâneos e à Transversalização dos conteúdos, que na BNCC receberam, no currículo escolar, o espaço e o status compatíveis com a sua relevância. |

| Tema contemporâneo transversal                                                                           | Marco legal |
| --- | --- |
| Ciência e Tecnologia                                                                                     | Leis Nº 9.394/1996 (2ª edição, atualizada em 2018. Art. 32, Inciso II e Art. 39), Parecer CNE/CEB Nº 11/2010, Resolução CNE/CEB Nº 7/2010. CF/88, Art. 23 e 24, Resolução CNE/CP Nº 02/2017 (Art. 8, § 1º) e Resolução CNE/CEB Nº 03/2018 (Art. 11, § 6º - Ensino Médio). |
| Direitos da Criança e do Adolescente                                                                     | Leis Nº 9.394/1996 (2ª edição, atualizada em 2018. Art. 32, § 5º) e Nº 8.069/1990. Parecer CNE/CEB Nº 11/2010, Resolução CNE/CEB Nº 07/2010 (Art. 16 - Ensino Fundamental), e Resolução CNE/CEB Nº 03/2018 (Art. 11, § 6º - Ensino Médio). |
| Diversidade Cultural                                                                                     | Lei Nº 9.394/1996 (2ª edição, atualizada em 2018. Art. 26, § 4º e Art. 33), Parecer CNE/CEB Nº 11/2010 e Resolução CNE/CEB Nº 7/2010. |
| Educação Alimentar e Nutricional                                                                         | Lei Nº 11.947/2009. Portaria Interministerial Nº 1.010 de 2006 entre o Ministério da Saúde e Ministério da Educação. Lei Nº 12.982/2014. Parecer CNE/CEB Nº 11/2010 e Resolução CNE/CEB Nº 07/2010 (Art. 16 - Ensino Fundamental). Parecer CNE/CEB Nº 05/2011, Resolução CNE/CEB Nº 02/2012 (Art. 10 e 16 - Ensino Médio), Resolução CNE/CP Nº 02/2017 (Art. 8, § 1º) e Resolução CNE/CEB Nº 03/2018 (Art. 11, § 6º - Ensino Médio). |
| Educação Ambiental                                                                                       | Leis Nº 9.394/1996 (2ª edição, atualizada em 2018. Art. 32, Inciso II), Lei Nº 9.795/1999, Parecer CNE/CP Nº 14/2012 e Resolução CNE/CP Nº 2/2012. CF/88 (Art. 23, 24 e 225). Lei Nº 6.938/1981 (Art. 2). Decreto Nº 4.281/2002. Lei Nº 12.305/2010 (Art. 8). Lei Nº 9.394/1996 (Art. 26, 32 e 43). Lei Nº 12.187/2009 (Art. 5 e 6). Decreto Nº 2.652/1998 (Art. 4 e 6). Lei Nº 12.852/2013 (Art. 35). Tratado de Educação Ambiental para Sociedades Sustentáveis e Responsabilidade Global. Carta da Terra. Resolução CONAMA Nº 422/2010. Parecer CNE/CEB Nº 7/2010. Resolução CNE/CEB Nº 04/2010 (Diretrizes Gerais Ed. Básica). Parecer CNE/CEB Nº 05/2011 e Resolução CNE/CEB Nº 02/2012 (Art. 10 e 16 - Ensino Médio). Parecer CEN/CP Nº 08/2012. Parecer CNE/CEB Nº 11/2010, Resolução CNE/CEB Nº 07/2010 (Art. 16 - Ensino Fundamental), Resolução CNE/CP Nº 02/2017 (Art. 8, § 1º) e Resolução CNE/CEB Nº 03/2018 (Art. 11, § 6º - Ensino Médio). |
| Educação das relações Étnico-raciais e Ensino de História e Cultura Afro-Brasileira, Africana e Indígena | Leis Nº 9.394/1996 (2ª edição, atualizada em 2018. Art. 3, Inciso XII; Art. 26, § 4º, Art. 26-A e Art. 79-B), Nº 10.639/2003, Nº 11.645/2008 e Nº 12.796/2013, Parecer CNE/CP Nº 3/2004 e Resolução CNE/CP Nº 1/2004 |
| Educação em Direitos Humanos                                                                             | Lei Nº 9.394/1996 (2ª edição, atualizada em 2018. Art. 12, Incisos IX e X; Art. 26, § 9º), Decreto Nº 7.037/2009, Parecer CNE/CP Nº 8/2012 e Resolução CNE/CP Nº 1/2012. Parecer CNE/CEB Nº 05/2011, Resolução CNE/CEB Nº 02/2012 (Art. 10 e 16 - Ensino Médio, Resolução CNE/CP Nº 02/2017 (Art. 8, § 1º) e Resolução CNE/CEB Nº 03/2018 (Art. 11, § 6º - Ensino Médio). |
| Educação Financeira                                                                                      | Parecer CNE/CEB Nº 11/2010 e Resolução CNE/CEB Nº 7/2010. Decreto Nº 7.397/2010 |
| Educação Fiscal                                                                                          | Parecer CNE/CEB Nº 11/2010 e Resolução CNE/CEB Nº 7/2010. Portaria Conjunta do Ministério da Fazenda e da Educação, Nº 413, de 31/12/2002 |
| Educação para o Consumo                                                                                  | Parecer CNE/CEB Nº 11/2010 e Resolução CNE/CEB Nº 7/2010. Lei Nº 8.078, de 11 de setembro de 1990 (Proteção do consumidor). Lei Nº 13.186/2015 (Política de Educação para o consumo sustentável) |
| Educação para o Trânsito                                                                                 | Nº 9.503/1997. Parecer CNE/CEB Nº 11/2010, Resolução CNE/CEB Nº 07/2010 (Art. 16 - Ensino Fundamental), Resolução CNE/CP Nº 02/2017 (Art. 8, § 1º) e Resolução CNE/CEB Nº 03/2018 (Art. 11, § 6º - Ensino Médio). Decreto Presidencial de 19/09/2007. |
| Processo de Envelhecimento, respeito e valorização do Idoso                                              | Lei Nº 10.741/2003. Parecer CNE/CEB Nº 11/2010 e Resolução CNE/CEB Nº 07/2010 (Art. 16 - Ensino Fundamental). Parecer CNE/CEB Nº 05/2011, Resolução CNE/CEB Nº 02/2012 (Art. 10 e 16 - Ensino Médio), Resolução CNE/CP Nº 02/2017 (Art. 8, § 1º) e Resolução CNE/CEB Nº 03/2018 (Art. 11, § 6º - Ensino Médio). |
| Saúde | Parecer CNE/CEB Nº 11/2010 e Resolução CNE/CEB Nº 7/2010. Decreto Nº 6.286/2007 |
| Trabalho                                                                                                 | Lei Nº 9.394/1996 (2ª edição, atualizada em 2018. Art. 3, Inciso VI; Art. 27, Inciso III; Art. 28, Inciso III; Art. 35 e 36 – Ensino Médio), Parecer CNE/CEB Nº 11/2010 e Resolução CNE/CEB Nº 7/2010 |
| Vida Familiar e Social                                                                                   | Lei Nº 9.394/1996 (2ª edição, atualizada em 2018. Art. 12, Inciso XI; Art. 13, Inciso VI; Art. 32, Inciso IV e § 6º), Parecer CNE/CEB Nº 11/2010 e Resolução CNE/CEB Nº 7/2010 |

## Recepção
A elaboração da BNCC é alvo de conflitos e tensões no contexto educacional do país. Diversas sociedades científicas manifestaram-se criticamente à BNCC, como a Associação Nacional de Pós-Graduação e Pesquisa em Educação (ANPEd) e  a Associação Brasileira de Currículo (ABdC). A manifestação da ANPEd argumenta que a proposta da BNCC evidencia uma "compreensão tecnicista e ultrapassada de currículo" e que, além disso, por estabelecer os mesmo conteúdos a comunidades com diferentes experiências sociais, acabará por aprofundar as desigualdades ao invés de diminuí-las. A ANPEd e a ABdC argumentam que o documento expõe o direito à aprendizagem, mas não o direito à diferença, apresentando uma "falácia da diversidade sob a forma de uniformização".
O Ministério da Educação mobilizou diversos aparatos midiáticos para enfatizar o recebimento de milhões de contribuições, como anúncios de rádio e de TV, artigos em grandes jornais, sites associados ao Movimento pela Base, e entrevistas. A primeira "pergunta frequente" no site oficial da BNCC é "O conteúdo da BNCC foi construído democraticamente?", cuja primeira frase da resposta é "Sim." O número anunciado de 12 milhões de contribuições foi demonstrado como extrapolado, por considerar cada item respondido na plataforma de recebimento de críticas, fazendo com que um indivíduo possa realizar mais de 200 contribuições, mesmo sem escrever uma palavra de crítica.

### Matemática
Críticas de Cristiano Alberto Muniz, Iole Freitas Druck, Adair Mendes Nacarato, Cármem Lúcia Brancaglion Passos e Maria Alice Gravina foram severas em relação aos propósitos, o processo, a estrutura e os conteúdos da Base. De acordo com um levantamento por Antonio José Lopes Bigode, esses pareceres críticos não foram considerados na versão final.
A Sociedade Brasileira de Educação Matemática, embora não se manifeste contrariamente à discussão da BNCC, elabora um documento que demonstra estranheza e descontentamento. De acordo com a sociedade, o documento preliminar da segunda versão da BNCC, "está desvinculado das principais tendências matemáticas apontadas por muitos estudos e pesquisas, o que, de certo modo, representa um retrocesso em relação aos avanços conquistados em outros documentos, citando especialmente os PCN". Além disso, argumenta que é estranho um documento valorizar a interdisciplinaridade mas não incluir a Educação Matemática Crítica.
| “ | A análise da proposta da BNC no que diz respeito às aprendizagens matemáticas, com base na perspectiva teórico-epistemológico, quanto metodológico da Educação Matemática, revela, em muitos aspectos, um certo retrocesso em relação aos avanços conquistados nos últimos documentos e políticas do MEC, em especial dos PCN, GESTAR, Direitos de Aprendizagem e Desenvolvimento, e mais, recentemente, do PNAIC de matemática. Além disso, conhecimentos fundamentais consolidados por meio da pesquisa científica no campo da Educação Matemática não são contemplados na proposta. Ao contrário, vemos alguns retrocessos inexplicáveis e insustentáveis [...] | ” |
| — Cristiano Alberto Muniz (ex-presidente da SBEM), parecer crítico em relação à Matemática na Educação Infantil e nos anos iniciais do Ensino Fundamental | |   |

## Propostas correlatas

### Formação de Professores
A Proposta para "Base Nacional Comum da Formação de Professores da Educação Básica” (BNCFP) é um documento encaminhado pelo Ministério da Educação (MEC) ao Conselho Nacional de Educação (CNE) em 14 dezembro de 2018. Assim como a Base Nacional Comum Curricular (BNCC) e atrelada a ela, a BNCFP acena com mudanças de fundamentos, objetivos, conteúdo e estrutura da formação inicial e continuada de professores. Esse documento, entre outras mudanças, anuncia a intenção de alterar as diretrizes vigentes para a formação inicial e continuada de professores e sua importância no cenário das políticas educacionais demanda e recomenda muita atenção e análise não só de suas propostas e consequências, mas também dos fundamentos que o embasam e dão razão para sua existência.